# Gracze (gmina)
Gracze (1945–46 Grasz) – dawna gmina wiejska istniejąca w latach 1945–1954 i 1973–1975 w woj. śląskim i woj. opolskim (dzisiejsze woj. opolskie). Siedzibą władz gminy były Gracze.
Gmina zbiorowa Grasz powstała po II wojnie światowej (w grudniu 1945) w powiecie niemodlińskim na terenie tzw. Ziem Odzyskanych (tzw. I okręg administracyjny – Śląsk Opolski), powierzonym 18 marca 1945 administracji wojewody śląskiego, a z dniem 28 czerwca 1946 przyłączonym do woj. śląskiego (śląsko-dąbrowskiego).
Według stanu z 1 stycznia 1946 gmina składała się z 15 gromad: Grasz, Górów, Horzędowice, Ligota, Magnuszowice, Magnuszowiczki, Molestowice, Łęgi, Radoszowice, Rogi, Sarna Mała, Sarna Wielka, Stróżewice, Tarnice i Tłustoręby. 6 lipca 1950 zmieniono nazwę woj. śląskiego na katowickie; równocześnie gmina Gracze wraz z całym powiatem niemodlińskim weszła w skład nowo utworzonego woj. opolskiego.
Według stanu z 1 lipca 1952 gmina składała się z 16 gromad: Gościejowice, Góra, Gracze, Magnuszowice, Magnuszowiczki, Molestowice, Radoszowice, Rogi, Rutki, Rządziwojowice, Sarny Małe, Sarny Wielkie, Stroszowice, Szydłowiec, Tarnice i Tłustoręby. Gmina została zniesiona 29 września 1954 wraz z reformą wprowadzającą gromady w miejsce gmin.
Jednostkę reaktywowano 1 stycznia 1973 w powiecie niemodlińskim i województwie; w skład gminy weszły obszary 14 sołectw: Góra, Gracze, Magnuszowice, Magnuszowiczki, Molestowice, Radoszowice, Rogi, Roszkowice, Rutki, Sarny Małe, Sarny Wielkie, Stroszowice, Tarnice i Tłustoręby.
1 czerwca 1975 gmina weszła w skład nowo utworzonego (mniejszego) woj. opolskiego.
30 października 1975 gmina została zniesiona: sołectwa: Góra, Gracze, Magnuszowice, Magnuszowiczki, Molestowice, Radoszowice, Rogi, Roszkowice, Rutki, Sarny Wielkie, Tarnice (obecnie Tarnica) i Tłustoręby włączono do gminy Niemodlin, a Sarny Małe i Stroszowice do nowo utworzonej gminy Lewin Brzeski.